# Hoplopleuridae
Hoplopleuridae es una familia de piojos de los libros en el orden Psocodea. Existen seis géneros y más de 150 especies descriptas en  Hoplopleuridae.

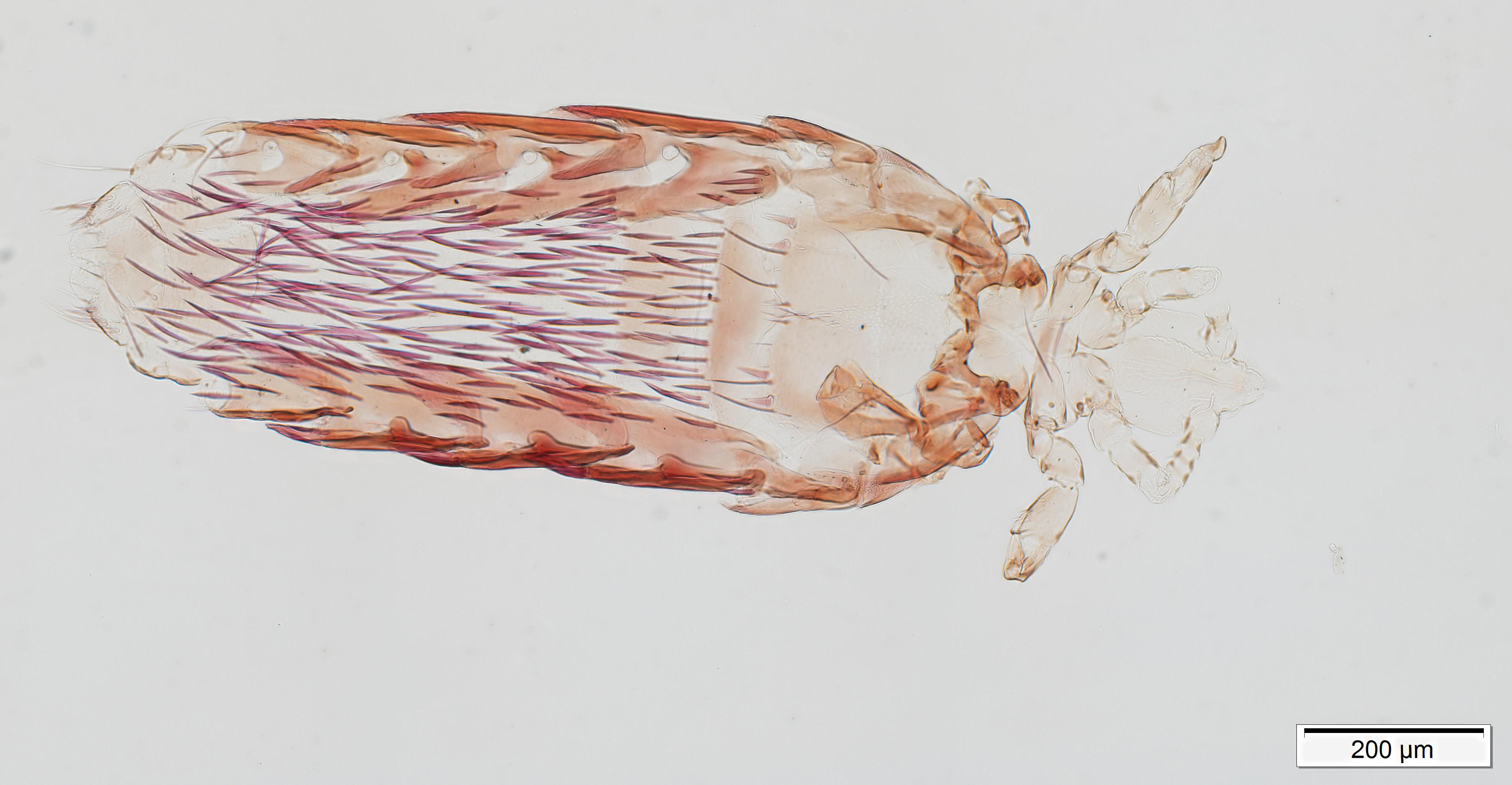
Schizophthirus pleurophaeus

## Géneros
Estos seis géneros pertenecen a la familia Hoplopleuridae:
- Ancistroplax Waterston, 1929
- Haematopinoides Osborn, 1891
- Hoplopleura Enderlein, 1904
- Paradoxophthirus Chin, 1989
- Pterophthirus Ewing, 1923
- Schizophthirus Ferris, 1922